# Władysław Szerner

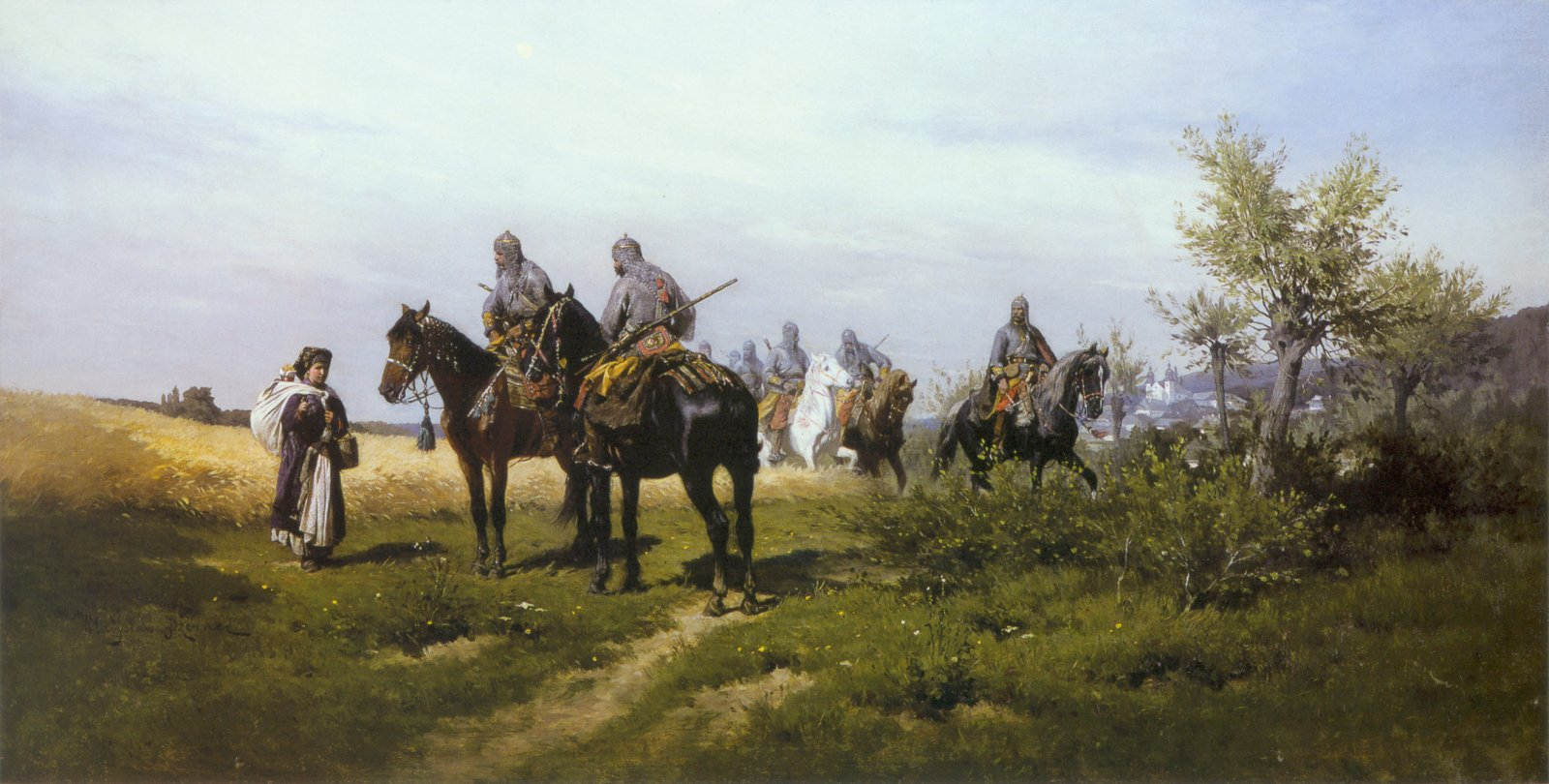
Przednia straż

Władysław Szerner (ur. 3 czerwca 1836 w Warszawie, zm. 4 stycznia 1915 w Unterhaching, Niemcy) – polski malarz.

## Życiorys
Ukończył Instytut Szlachecki, a od 1862 kształcił się w Szkole Sztuk Pięknych w Warszawie pod kierunkiem Rafała Hadziewicza, Aleksandra Kamińskiego, Chrystiana Breslauera i Marcina Zaleskiego. Od roku 1865 przebywał w Monachium, gdzie od 23 maja kontynuował naukę w Akademii Sztuk Pięknych, do grona jego nauczycieli należeli Sándor Wagner, Hermann Anschütz i Alexander Strähuber. Przyjaźnił się z Józefem Brandtem, był miłośnikiem i naśladowcą jego twórczości. Ich pracownie sąsiadowały ze sobą, razem odbywali podróże na Ukrainę i Wołyń, Szerner bywał też w Orońsku, gdzie Józef Brandt miał swój letni dom. Od 1874 do 1909 należał do działającego w Monachium Kunstvereinu, uczestniczył w jego wystawach. Jego prace były również wystawiane w Krakowie, Lwowie i Warszawie.
Tworzył realistyczne obrazy batalistyczne, odznaczające się drobiazgowym odtworzeniem strojów i uzbrojenia z czasów wojen szwedzkich, tatarskich oraz potyczek z Kozakami. Malował także sceny rodzajowe z okolic Krakowa i z Huculszczyzny.
Jego synem był malarz Władysław Karol Szerner (1870—1936).